# Доминика на летних Олимпийских играх 2012
Доминика на летних Олимпийских играх 2012 была представлена только в лёгкой атлетике.

## Результаты соревнований

### Лёгкая атлетика
Спортсменов — 2
Мужчины
| Дисциплина | Спортсмен       | Предварительный раунд | Предварительный раунд | Четвертьфиналы | Четвертьфиналы | Полуфиналы | Полуфиналы | Финал     | Финал |
| Дисциплина | Спортсмен       | Результат             | Место                 | Результат      | Место          | Результат  | Место      | Результат | Место |
| ---------- | --------------- | --------------------- | --------------------- | -------------- | -------------- | ---------- | ---------- | --------- | ----- |
| 400 м      | Эрисон Хуртаулт |                       |                       |                |                |            |            |           |       |

Женщины
| Дисциплина | Спортсмен     | Предварительный раунд | Предварительный раунд | Четвертьфиналы | Четвертьфиналы | Полуфиналы | Полуфиналы | Финал     | Финал |
| Дисциплина | Спортсмен     | Результат             | Место                 | Результат      | Место          | Результат  | Место      | Результат | Место |
| ---------- | ------------- | --------------------- | --------------------- | -------------- | -------------- | ---------- | ---------- | --------- | ----- |
| 200 м      | Луан Габриель |                       |                       |                |                |            |            |           |       |